# Beka Gviniašvili
Beka Gviniašvili (gruz. ბექა ღვინიაშვილი; Ruisi, 26. listopada 1995.) je gruzijski judist. Aktualni je viceprvak Europe u kategoriji do 90 kg.
Beka se u mlađim uzrastima tri puta okitio naslovom europskog prvaka (2013., 2014. i 2015.) i dva puta naslovom svjetskog prvaka (2013. i 2015.) I ekipno je u mlađim juniorima osvajao titule s reprezentacijom Gruzije.
Za olimpijske igre u Rio de Janeiru 2016. godine, uspio je ostvariti olimpijsku normu u čak dvije težinske kategorije, i bio je jedini judist kojemu je to uspjelo. Na igrama je nominiran u poluteškoj kategoriji. Tamo je poražen u četvrtzavršnici od, kasnije brončanog, Francuza Cyrillea Mareta, te u konačnici zauzeo 7. mjesto. 
Na Europskom prvenstvu u judu 2021. godine, borio se za zlato s reprezentativnim kolegom Lašom Bekaurijem, ali je poražen.

## Vanjske poveznice
- Profil Beke Gviniašvilija na službenoj stranici IJF, pristupljeno 10. svibnja 2021.
- Više o Beki Gviniašviliju na Combat Sport, pristupljeno 10. svibnja 2021.  Arhivirana inačica izvorne stranice od 10. svibnja 2021. (Wayback Machine)